# AMD Catalyst
AMD Catalyst (エーエムディー カタリスト) は、かつてAMD（旧ATI）が開発していたグラフィックドライバおよびユーティリティソフトウェア。AMD Radeon (旧ATI Radeon) シリーズ、AMD FirePro (旧ATI FirePro) シリーズ、AMD APUに対応している。旧称はATI Catalyst。
提供されるソフトウェアのバージョン番号は「(公開された年の下1桁、2010からは下2桁).(公開された月)」となっている。ただし、これらはドライバーの内部バージョンとは異なる。
FireProシリーズ用の「Catalyst Pro」はワークステーション向けのドライバーであり、OpenGLや各種プロフェッショナル向けグラフィックスアプリケーションソフトウェアへの最適化がなされている。

## Catalystに含まれるもの
- Catalystディスプレイドライバー (Direct3D/OpenGL/Mantle)
- OpenCLドライバー
- DisplayPort/HDMI用オーディオドライバー
- Catalyst Control Center（カタリスト・コントロール・センター、略称CCC）- 動作には.NET Frameworkの導入が必要
- AVIVO - HDのGPU支援プログラム。
- Hydravision （ハイドラビジョン）- マルチディスプレイ用ドライバソフトウェア
- Multi-Media Center (MMC) and Remote Wonder (RW)

## 3D設定
記述のドライバはデスクトップ版Catalyst 10.6とする。なお、AMD690G/780G/880Gなどのチップセット統合型グラフィックスでは性能的な制約から一部の3D設定が適用出来ない様になっているが基本的な設定項目に変わりはない。
全体の設定として、パフォーマンス - 画質の間で調整可能であり、レベルは「最適パフォーマンス」「ハイパフォーマンス」「バランス」「パフォーマンス」「高画質」「最適画質」の6通りあり、左に調整するほど画質が荒く高速に描画され、右に調整するほど画質が向上し描画負荷が増大する。

### アンチエイリアシング
フィルターレベルは「Box」「Narrow-tent」「Wide-tent」「Edge-detect」の4つがあり、倍率を上昇させることで画質が向上するが相応して描写負荷が増大する。

### 適応アンチエイリアシング
- 「スーパーサンプリング」は軽負荷＋中画質の「パフォーマンス」と、高負荷＋高画質の「画質」設定がある。
- 「マルチサンプリング」は「滑らか」「鮮明」の間に調整箇所が4つあり、左に調整する程軽負荷＋中画質になり、右に調整する程高負荷＋高画質になる。

### 異方性フィルタリング
1ピクセルごとのサンプル数を2x - 16xの間で調整出来、値が大きい程高画質になり奥行き感が増すが、高負荷になる。

### Catalyst A.I
ドライバがサポートするアプリケーションが起動した時に、それに最適化された動作設定を呼び出すので、無効化されているとAAが効かないケースもある。ただし古いゲームでは無効化しないと動作不安定になる事もある。

### ミップマップ詳細レベル
「パフォーマンス」と「画質」の間に調整箇所が4つあり、左に調整する程軽負荷＋中画質になり、右に調整する程高負荷＋高画質になる。

### 垂直リフレシュを待機
垂直リフレッシュは描画速度に関わるもので一般的にはV-Sync（垂直同期信号）と呼ばれる。「オフ」設定にするとフレームレートの上限を解除し高速に描画させる。ただしアプリケーション側で設定出来る場合は無効化される事がある。基本的には「アプリケーション側で指定しない限りオフ」が推奨される。設定によってはアプリケーションデザインに意図しない高速化（オーバーラップ）やパフォーマンスの低下を招く。

## AVIVO
HDのGPU支援プログラムであり、動画のデコード、エンコード、解像度変更支援やインターレース解除機能などで構成される。一部機能はハードウェア固定機能を用いる。DirectShowフィルタとして提供されている。これらは一部のみ利用することも可能であり、これらの組み合わせに限定されない。

## AVIVO ビデオコンバータ
動画を高速に別の形式に変換を行うソフトウェア。Catalyst Control Centerの基本モード内から動作することができる。詳細モードからは動作させることはできない。変換処理の一部にGPUアクセラレーション技術を用いることにより高速なエンコードを可能にしている。以下の形式への変換に対応する。おおまかな画質設定(ビットレート)のみ可能であり、ユーザーによる細かい出力設定はサポートされていない。また、1パスのエンコードのみが可能であり、複数パスエンコードは行えない。
- MPEG-1
- MPEG-2
- MPEG-4 (DivX互換)
- Windows Media Video

以下は特定機種向けの設定のため、画像サイズの変換も行われる。括弧内は (形式, 横解像度x縦解像度) の順。
- iPodビデオ (H.264, 320x240)
- Portable Media Center (WMV9, 320x240)
- DVD (MPEG-2, 720x480)
- ビデオCD (MPEG-1, 352x240)
- スーパービデオCD (MPEG-2, 480x480)
- Sony ポータブルゲームデバイス (MPEG-4, 320x240)

### 主なフィルタ
- ATI MPEG Video Decoder (MPEGまたはWindowsMediaVideo形式の映像デコード)
- ATI MPEG Video Encoder (映像エンコード)
- ATI MPEG Audeo Decoder (MPEGオーディオ形式の音声デコード)
- ATI MPEG Audio Encoder (音声エンコード)
- ATI Video Scaler Filter (映像サイズ変換)

対応ソフトウェアまたはAVIVOビデオコンバータを用いることで動作が可能。

## AMD OverDrive
オーバークロック機能としてAMD OverDrive (旧称ATI Overdrive) を搭載している。鍵マークのロックアイコンをクリックし、ロック解除後に操作可能となるが、利用は自己責任となる。カスタムクロックをテストして最適なオーバークロックの値を抽出する機能を搭載しており、手軽にGPUクロック、メモリクロックを上げることができる。これにより、グラフィックスカードに搭載されたGPUのパフォーマンスを引き上げることができるとされる。
グラフィックスカードに内蔵された温度センサーによりGPUの温度を表示させる機能を搭載しており、必要に応じてファンの回転速度を手動調整することも可能（カードのモデルによって異なる）。また、GPUの温度が極度に上昇すると安全な温度まで自動的にクロック速度を落とし、破損の危険を回避する機能も搭載している。プロファイルマネージャを使い、3Dアプリケーションの実行時のみ、AMD OverDriveが動作する設定にすることも可能とされる。

## Switchable Graphics
メーカー製ノートPCにはCPU内蔵GPUと（AMD製の）単体GPUを切り替えることのできるものが存在する。Catalyst Control Centerには、切り替えの設定を変更できるページが設けられており、アプリケーションごとのGPU選択や、外部電源接続／非接続時のGPU選択を設定することが可能である。

## CrossFire/CrossFireX
AMD CrossFire/CrossFireXは、複数のGPUを協調動作させて分散レンダリング処理を行なう技術である。Catalyst Control Centerで詳細設定が可能となっている。